# Behind the Rainbow
Pour plus de détails, voir Fiche technique et Distribution.
Behind the Rainbow (littéralement, en français : Derrière l’arc-en-ciel) est un documentaire franco-égypto-sud-africain réalisé par Jihan El-Tahri, sorti en 2009.

## Synopsis
Derrière l’arc-en-ciel met en lumière la transition du Congrès national africain (CNA), du mouvement de libération au parti du pouvoir de l'Afrique du Sud, à travers l'évolution des relations entre deux de ses plus grands cadres : Thabo Mbeki et Jacob Zuma. Ils furent en exil sous le régime de l'apartheid. Frères d'armes sous Mandela, ils ont travaillé loyalement pour bâtir une nation non raciste. Aujourd'hui ils sont de grands rivaux. Leur affrontement risque de mettre en pièces le CNA et le pays, alors que les pauvres recherchent désespérément l’espoir dans le changement et les élites luttent pour le butin du pouvoir.

## Fiche technique
- Titre : Behind the Rainbow
- Réalisation : Jihan El-Tahri
- Scénario : Jihan El Tahri
- Image : Frank Lehmann
- Son : Joe Dlamini
- Musique : Ntjapedi
- Montage : Gilles Bovon
- Production : Big World Cinema, Big Sister Production
- Pays d'origine :  Égypte /  France /  Afrique du Sud
- Genre : documentaire

## Distinctions
- Fespaco 2009